# Louis-Auguste Lapito

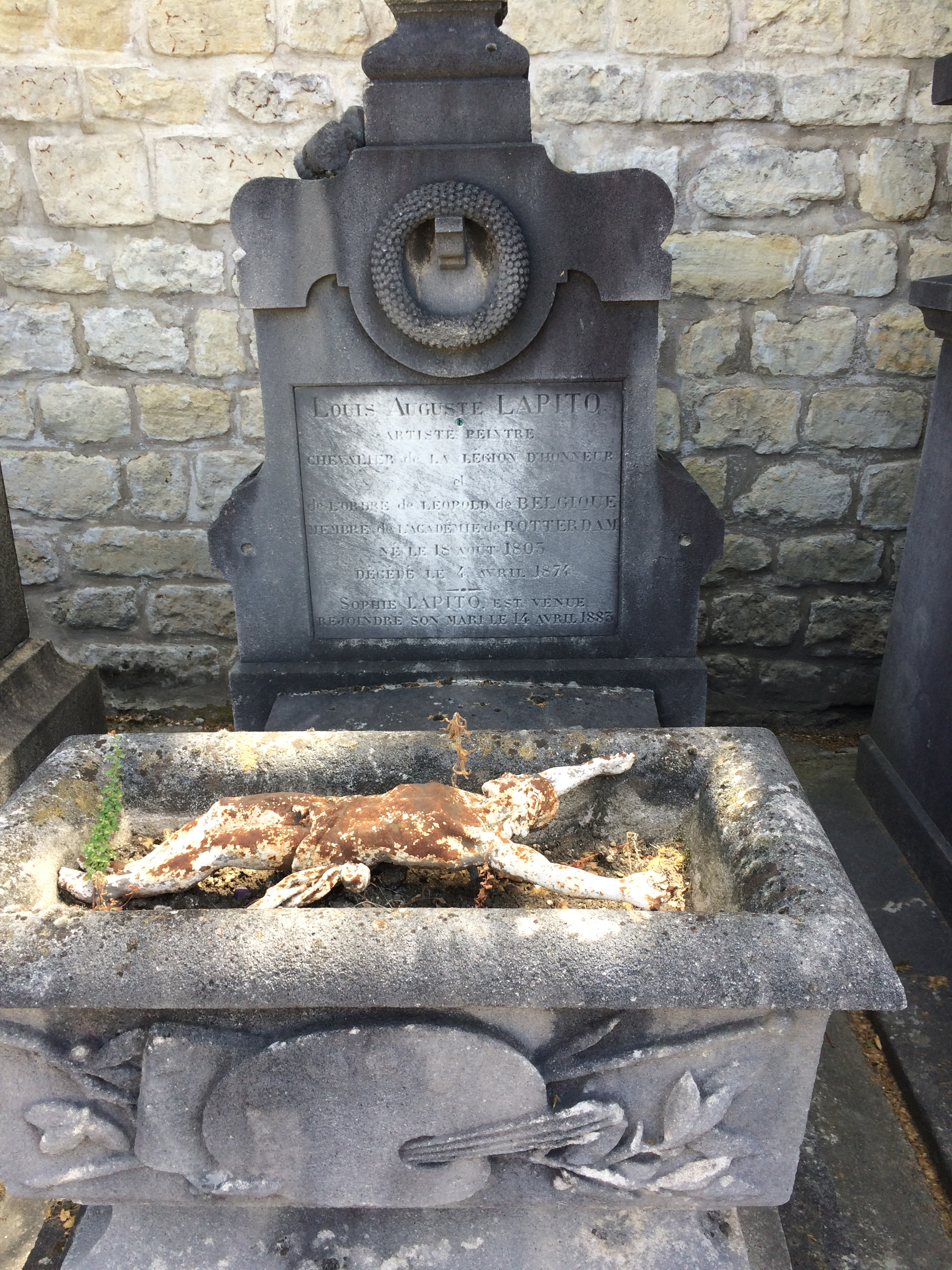
Sépulture de Louis Auguste Lapito au cimetière de l'Ouest (div. 8) à Boulogne-Billancourt.

Louis-Auguste Lapito né le 18 août 1803 à Joinville-le-Pont et mort le 7 avril 1874 à Boulogne-sur-Seine, est un peintre français.

## Biographie

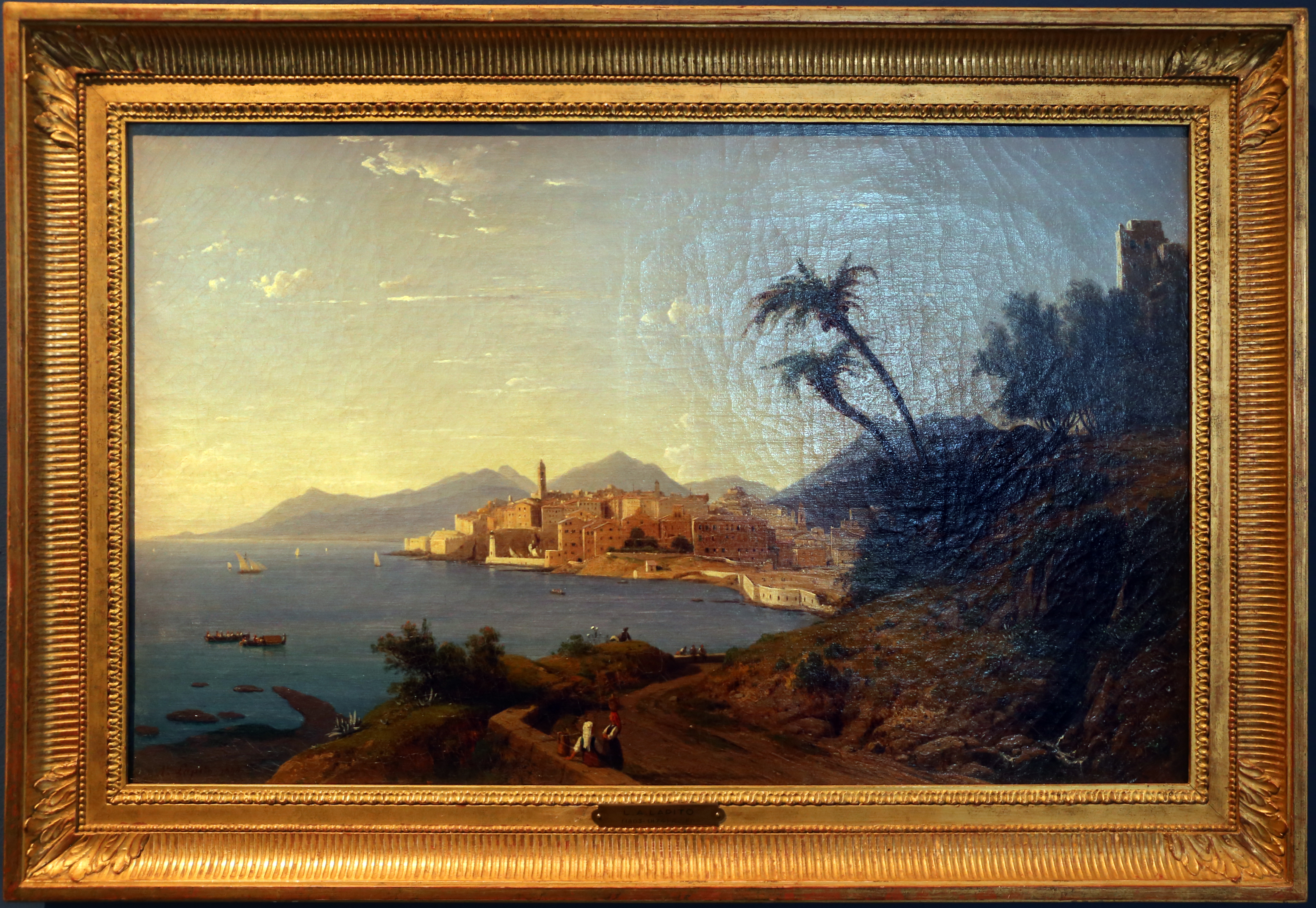
Vue de Bastia depuis Toga (1844), musée de Bastia.

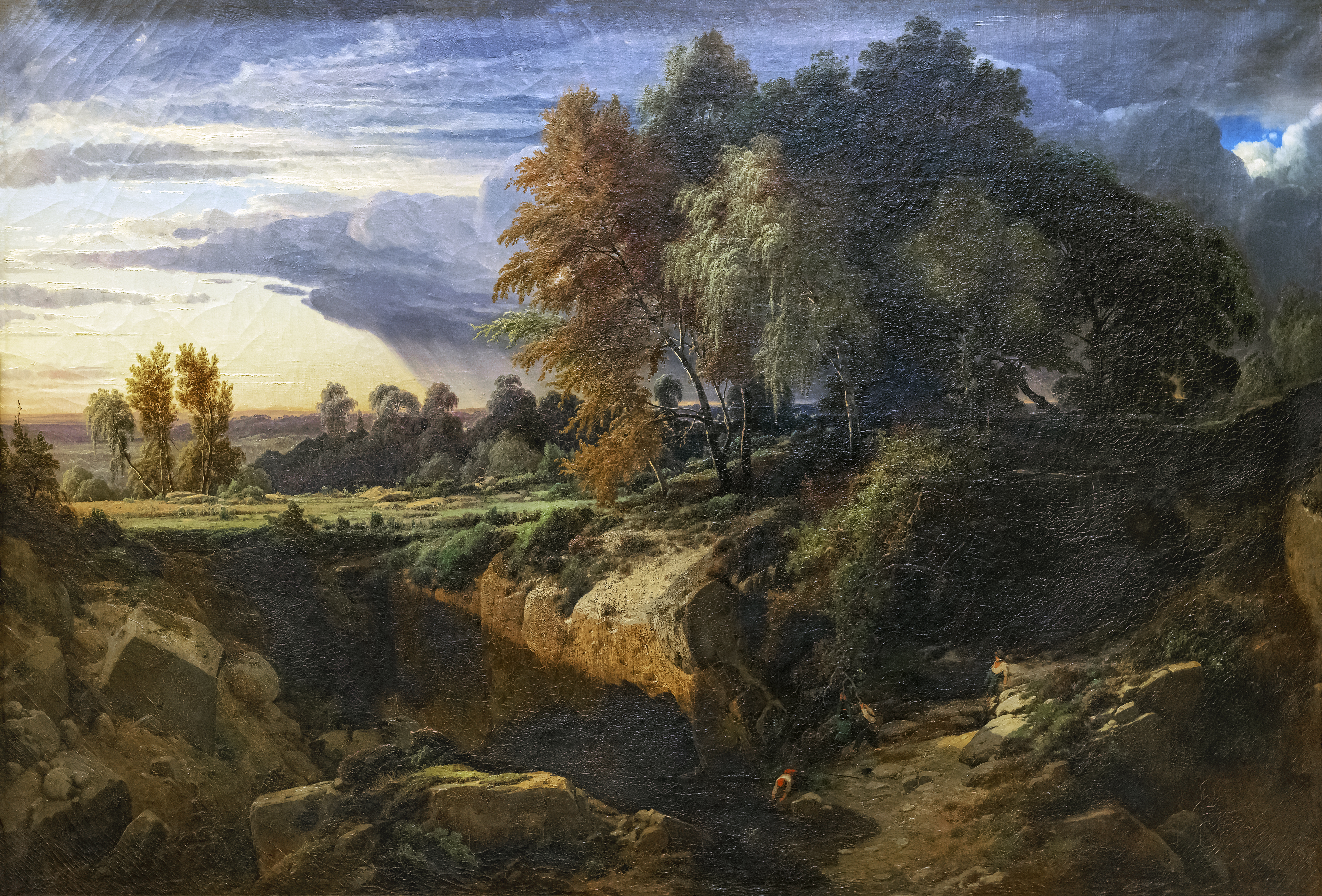
Paysage (Salon de 1855),
musée des Beaux-Arts de Carcassonne.

Louis-Auguste Lapito naît à La Branche-du-Pont-de-Saint-Maur le 30 Thermidor an XI (18 août 1803). Son père, Pierre Lapito, charpentier est un notable de la commune qui sera rebaptisée en 1831 Joinville-le-Pont. Il a siégé à l’assemblée municipale en l’an II et en l’an III. Louis Auguste est le septième des huit enfants qu’il aura avec Marguerite Geneviève Lheureux.
Il est élève de Louis Étienne Watelet en 1818, puis il entre dans l'atelier de François-Joseph Heim. Il effectue ensuite des voyages dans le Midi de la France, en Suisse, en Italie, en Allemagne et aux Pays-Bas. Il rentre à Paris en 1826.
Il entreprend un voyage en Corse en 1827. Il a été un des rares peintres du début du XIXe siècle, avec Catherine Empis (1796-1879) et Alexandre Ségé (1819-1885), à avoir exposé des tableaux représentant des paysages corses au Salon à Paris.
Peintre paysagiste, il débute au Salon de 1827 et y expose jusqu'en 1870. Il remporte une médaille de 2e classe en 1833, et de 1re classe en 1835.
Il expose à l'étranger, et notamment au Salon de Bruxelles de 1848, (où il reçoit une médaille d'or)[réf. souhaitée].
Lapito représente une nature arrangée, peinte avec minutie, conformément à l'idéal du paysage classique. Il fait partie du groupe de peintres paysagistes dont Charles Baudelaire écrivait dans le Salon de 1846 au début du chapitre « Du paysage » comme des peintres naturalistes idéalisant à leur insu : « Dans le paysage, comme dans le portrait et le tableau d’histoire, on peut établir des classifications basées sur les méthodes différentes : ainsi il y a des paysagistes coloristes, des paysagistes dessinateurs et des imaginatifs ; des naturalistes idéalisant à leur insu, et des sectaires du poncif, qui s’adonnent à un genre particulier et étrange, qui s’appelle le Paysage historique ». Ce type de peinture paysagiste était typique sous la monarchie de Juillet.
Il est inhumé au cimetière de l'Ouest à Boulogne-Billancourt.

## Distinctions
- Chevalier de la Légion d'honneur (1836).
- Chevalier de l'ordre de Léopold (Belgique, 29 septembre 1853).
- Membre de l'Académie de Rotterdam.

## Œuvres exposées au Salon
- Paysage de corse, 1841, Roanne, musée des Beaux-Arts et d'Archéologie Joseph-Déchelette.
- Vue prise dans le Simplon, Salon de 1827, localisation inconnue.
- Souvenir d'Auvergne, Salon de 1827, localisation inconnue.
- Vue prise près de Fribourg (Suisse), Salon de 1831, localisation inconnue.
- Un châtelet, Salon de 1831, localisation inconnue.
- Vue de Pont-en-Royan (Dauphiné), Salon de 1831, localisation inconnue.
- Vue de Fribourg, étude d'après nature, Salon de 1831, localisation inconnue.
- Vue de Saint-Corneille, Salon de 1831, localisation inconnue.
- Moulin à tan à Pontarlier (Franche-Comté), Salon de 1833, localisation inconnue.
- Vue prise au-dessus du lac de Brientz (Suisse), Salon de 1833, musée de Cambrai.
- Environs de Moret (Seine-et-Marne), Salon de 1833, localisation inconnue.
- Effet de soleil couchant, forêt de Fontainebleau, Salon de 1833, musée des Peintres de Barbizon[1].
- Souvenir des environs du lac Majeur, côté de la Suisse italienne, Salon de 1833[2].
- Vue prise sur le chemin de la Handeck, au-dlà de Meringen, Oberland Bernois (Suisse), Salon de 1834, localisation inconnue.
- Vue prise de Scherzingen, près de Thoun (Suisse), Salon de 1834, localisation inconnue.
- Vue des ruines du château de Falaise en Normandie, Salon de 1835, localisation inconnue.
- Environs de Pont-en-Royan (Dauphiné), Salon de 1835, localisation inconnue.
- Vue prise près le château Gaillard en Normandie, Salon de 1835, localisation inconnue.
- Vue prise aux environs d'Avranches en Normandie, Salon de 1835, localisation inconnue.
- Vue de Corte (Corse), Salon de 1836, localisation inconnue.
- Vue prise au Mesnil(Normandie), Salon de 1836, localisation inconnue.
- Vue du château de Falaise, Dijon, musée Magnin.
- Environs des Andelys (Normandie), Salon de 1836, localisation inconnue.
- Vue prise près Unterseen, canton de Berne (Suisse), Salon de 1836, localisation inconnue.
- Vue prise à la Tour, près Avignon, Salon de 1836, localisation inconnue.
- Vue de Viviers, département de l'Ardèche, bords du Rhône, Salon de 1837, localisation inconnue.
- Environs de Bourg-d'Oisans (Dauphiné), Salon de 1837, localisation inconnue.
- Vue prise à Olmeto (Corse), Salon de 1837, localisation inconnue.
- Vue prise aux environs de Moustier (Alpes-de-Haute-Provence), Salon de 1838, localisation inconnue.
- Un pont sur la route de Sartène (Corse), Salon de 1838, localisation inconnue.
- Vue de Capri (royaume de Naples), Salon de 1839, localisation inconnue.
- Une fontaine dans les montagnes de la Cervara (États Romains), Salon de 1840, localisation inconnue.
- Lac de Nemi (États Romains), Salon de 1840, localisation inconnue.
- Vue prise aux environs d'Orbitello (Toscane), Salon de 1841, localisation inconnue.
- Vue prise au couvent de Spezia (Piémont), Salon de 1841, localisation inconnue.
- Environs de Moustiers (Alpes-de-Haute-Provence), Salon de 1841, localisation inconnue.
- Vue des restes des écuries de Mécène et des petites cascatelles de Tivoli (États Romains), Salon de 1842, localisation inconnue.
- Environs du lac d'Albano (États Romains), Salon de 1842, localisation inconnue.
- Vue de Subiaco (États Romains), Salon de 1842, localisation inconnue.
- Château de Baïa dans le golfe de Pouzzoles (royaume de Naples), Salon de 1842, localisation inconnue.
- Borghetto (Piémont), Salon de 1842, localisation inconnue.
- Souvenir du Dauphiné, Salon de 1842, localisation inconnue.
- Vue du couvent de sainte Scolastique, côté du Ravin à Subiaco (États Romains), Salon de 1844, localisation inconnue.
- Camugli, petit port de pêcheurs dans le golfe de Gênes (Piémont), Salon de 1844, localisation inconnue.
- Une fontaine dans les montagnes de Rome, Salon de 1844, localisation inconnue.
- Souvenir de Corse, Salon de 1844, localisation inconnue.
- Vue prise dans la forêt de Fontainebleau, lieu-dit « les Quatre Fils Aymon », Salon de 1846, Villefranche-sur-Saône, musée Paul-Dini[3].
- Vue prise dans les montagnes de Savoie, Salon de 1848, localisation inconnue.
- Vue prise dans les Basses-Alpes, Salon de 1848, localisation inconnue.
- Vue prise dans les environs de Vintimiglia (Piémont), Salon de 1848, localisation inconnue.
- Environs du Calvaire, forêt de Fontainebleau, Salon de 1849, localisation inconnue.
- Vue prise sur le plateau du Calvaire, forêt de Fontainebleau, Salon de 1850, localisation inconnue.
- Souvenir des environs de Moustiers (Alpes-de-Haute-Provence), Salon de 1850, localisation inconnue.
- Couvent dans les montagnes de la Spezzia (Piémont), effet de matin, Salon de 1852, localisation inconnue.
- Vue de la citadelle et de la ville de Sisteron (Alpes-de-Haute-Provence), Salon de 1852, localisation inconnue.
- Un torrent dans les montagnes de Sallanche (Savoie), Salon de 1853, localisation inconnue.
- Golfe de Rapallo, Salon de 1855, localisation inconnue.
- Paysage, Salon de 1855, musée des Beaux-Arts de Carcassonne.
- Vue prise des montagnes de Chiaravi (Piémont), Salon de 1855
- Vue prise dans la vallée de Royat (Puy-de-Dôme)', Salon de 1857, localisation inconnue.
- Un torrent dans la vallée de Briançon (Hautes-Alpes), Salon de 1857, localisation inconnue.
- La corniche de Gènes, Salon de 1857, musée d'Art et d'Archéologie de Valence[4].
- Route de la Corniche, dans la montagne de Borghetto (Piémont), Salon de 1859, localisation inconnue.
- Vue de Menton, côte de Gênes, Salon de 1859, Aix-en-Provence, musée Granet.
- Vue prise ans le torrent de Royat près de Clermont (Auvergne), Salon de 1859, localisation inconnue.
- Vue du cours du Tessin, aux environs de Dasio-Grande (Suisse italienne), Salon de 1861, localisation inconnue.
- Vue de la ville et du port de Bastia (Corse), Salon de 1861, localisation inconnue.
- Vue de Saint-Laurent Chiavari et de Sesto-Calende, prise des hauteurs de Ruta (Piémont), Salon de 1861, localisation inconnue.
- Vue de Lillebonne (Normandie), Salon de 1863, localisation inconnue.
- Vue de Gênes, côté de la montagne (Italie), Salon de 1863, localisation inconnue.
- Les moulins de Fontans, environ de Clermont (Auvergne), Salon de 1863, localisation inconnue.
- Vue de la ville de Lisieux (Calvados), Salon de 1864, localisation inconnue.
- Vue prise de la vallée de Royat, près Fontans (Puy-de-Dôme), Salon de 1865, localisation inconnue.
- Vue de la ville d'Ajaccio au soleil couchant, Salon de 1865, localisation inconnue.
- Vue de Pont-l'Évêque, côté nord (Normandie), Salon de 1866, localisation inconnue.
- Vue de Pont-l'Évêque, côté sud (Normandie), Salon de 1866, localisation inconnue.
- Vue du lac d'Annecy, Salon de 1867, localisation inconnue.
- Environs de Chalais (Charente), soleil couchant, Salon de 1867, localisation inconnue.
- Souvenir d'Auvergne, Salon de 1868, localisation inconnue.
- La Somme, à Abbeville, Salon de 1868, localisation inconnue.
- Vue prise dans la vallée du Tessin (Suisse italienne), Salon de 1870, localisation inconnue.
- Vue prise dans l'ancienne source de la fontaine Dorly, forêt de Fontainebleau, Salon de 1870, localisation inconnue.

## Élèves
- Victor-Marie Roussin (1812-1903)